# 龙王庙水库 (木垒)
龙王庙水库，位于中华人民共和国新疆维吾尔自治区昌吉回族自治州木垒哈萨克自治县南部木垒河出山口处，是一座以灌溉、防洪为主的中型水库。始建于1958年，1972年9月建成，1996年改建，2000年完成除险加固。大坝为均质土坝，最大坝高为42米，坝长608米，总库容1400万立方米，控制灌溉面积1万公顷。